# Eo biển Davis

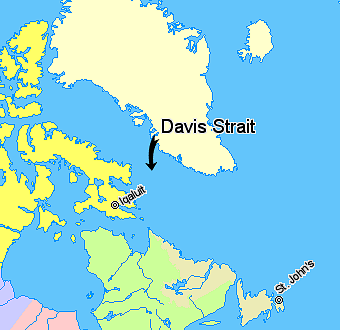
Eo biển Davis nằm giữa Greenland và Nunavut, Canada.
Nunavut
Quebec
Newfoundland và Labrador
Khu vực ngoài Canada (Greenland, Iceland)

Eo biển Davis là một eo biển nằm giữa trung tây Greenland (Đan Mạch) và đảo Baffin thuộc lãnh thổ Nunavut của Canada.
Với độ sâu từ 1 đến 2 km thì eo biển này nông hơn một cách đáng kể so với biển Labrador ở phía nam hay so với vịnh Baffin ở phía bắc. Nằm dưới nó là các đặc trưng địa chất phức tạp của các địa hào (graben) và các gờ đất bị chôn vùi, có lẽ được tạo thành nhờ phay trượt ngang trong thời gian thuộc kỷ Paleogen, khoảng 45 tới 62 triệu năm trước. Phay trượt ngang di chuyển các chuyển động kiến tạo địa tầng trong biển Labrador vào vịnh Baffin.
Eo biển này được đặt tên theo tên nhà thám hiểm người Anh John Davis (1550–1605), người đã thám hiểm khu vực này trong khi tìm kiếm hành lang Tây Bắc để sang Ấn Độ.
Eo biển này còn nổi tiếng với hiện tượng thủy triều mạnh của nó, có thể dao động trong khoảng từ 9 tới 18 m (30–60 ft) và nó đã làm nản lòng nhiều nhà thám hiểm thời kỳ đầu.